# Tribunal arbitral du sport
Pour les articles homonymes, voir Tas.
Le Tribunal arbitral du sport (TAS) est une institution internationale proposant un arbitrage ou une médiation dans le monde du sport. Domiciliée à Lausanne en Suisse, il dépend du Conseil international de l'arbitrage en matière de sport (CIAS).

## Histoire
Devant la multiplication des conflits, le président du Comité international olympique (CIO), Juan Antonio Samaranch, entreprit la création du TAS en 1981. En 1983, le CIO reconnut officiellement le TAS, dont l’activité commença le 30 juin 1984.
Le Tribunal international du sport a reçu sa première reconnaissance officielle par un tribunal national suprême en mars 1993 par le Tribunal fédéral suisse. Ce tribunal a reconnu la compétence et le jugement du Tribunal international du sport contre le cavalier allemand Elmar Gundel, la disqualification après le dopage de son cheval. Cependant, elle a critiqué l'influence organisationnelle et financière du CIO, car celui-ci finançait entièrement le tribunal et avait le droit de modifier les statuts.
Son champ d'action fut d'abord limité, mais depuis les « accords de Paris », signés le 22 juin 1994, sa compétence s’est élargie et son lien organique avec le CIO aboli, afin de respecter la décision du Tribunal fédéral qui avait pointé ce problème. Ainsi, le TAS est aujourd'hui un organisme totalement indépendant des fédérations sportives.
Les thèmes les plus souvent évoqués devant le TAS sont les problèmes de dopage et d'arbitrage lors de certains transferts de footballeurs, afin de fixer le montant des indemnités de transfert, quand les deux clubs, l'acheteur et le vendeur, ne parviennent pas à trouver d’accord. La FIFA fut longtemps hostile au TAS et n'a reconnu sa compétence qu'en décembre 2002.
En 2005, le TAS a traité 194 demandes d'arbitrage et 4 demandes d'avis consultatifs. Entre 1986 et 2005, le TAS a traité 970 demandes d'arbitrage et 75 demandes d'avis consultatifs.
Le siège du Tribunal arbitral du sport a connu plusieurs adresses à Lausanne. En 1984 ses bureaux sont situés dans la Villa Olympique, à côté de l’actuel Musée Olympique. En 1994, le TAS s’établit dans la Villa du Centenaire (louée au CIO), dans la même zone, mais de l’autre côté du Musée Olympique. En 2005, il déménage au Château de Béthusy. En mars 2022, le TAS intègre ses nouveaux locaux au Palais de Beaulieu à l'avenue de Bergières 10.

## Organisation
Quatre formes de procédures existent : la procédure d'arbitrage ordinaire, la procédure arbitrale d'appel, la procédure consultative ainsi que la procédure de médiation.
Jadis composé d'arbitres nommés par le CIO et les fédérations sportives, le TAS compte désormais 300 arbitres issus de 80 pays différents, sélectionnés pour leurs connaissances du droit du sport.
Les décisions du Tribunal arbitral du sport peuvent faire l'objet d'un recours au Tribunal fédéral suisse. Cela dit, dans de tels cas, le contrôle juridictionnel est limité à un ensemble de questions de droit très restreint.

## Liste des arbitres
Liste des arbitres du Tribunal arbitral du sport (TAS) par nationalité (liste générale non exhaustive), elle compte un peu plus de 340 arbitres issus de 84 pays différents, nommé pour leurs connaissances du droit du sport.
Liste des arbitres : (en-GB) FIFA.com, « Legal - Court of Arbitration for Sport - Arbitrators - FIFA.com », sur www.fifa.com (consulté le 12 mai 2020).